# 维利·阿洪多夫
维利·优素福奥格雷·阿洪多夫（俄語：Вели Юсуф оглы Ахундов；1916年5月13日—1986年8月22日）阿塞拜疆人，苏联党和国家领导人。曾任阿塞拜疆苏维埃社会主义共和国部长会议主席，阿塞拜疆共产党中央第一书记等职。

## 生平
- 1916年4月30日（格里历：5月13日）出生于沙俄巴库省巴钦斯基区萨莱市的一户工人家庭。
- 1933年-1935年，巴库工业学院学习。
- 1935年-1941年，阿塞拜疆医学院学习。其间，1938年起，历任实验室助理，学刊编辑，共青团医学院书记。1939年加入联共（布）。
- 1941年-1946年，苏联红军服役。任连、营、团军医。
- 1946年-1949年，阿塞拜疆医学院助理研究员，阿塞拜疆苏维埃社会主义共和国卫生部流行病微生物研究所研究员。
- 1949年-1950年，阿塞拜疆医务工作者工会主席。
- 1950年-1953年，阿塞拜疆苏维埃社会主义共和国卫生部副部长。
- 1953年-1954年5月，阿共中央委员会行政、贸易和金融部副部长。
- 1954年5月-1958年1月，阿塞拜疆苏维埃社会主义共和国卫生部长。
- 1958年1月-7月，阿共中央书记处书记。
- 1958年7月-1959年7月，阿塞拜疆苏维埃社会主义共和国部长会议主席。
- 1959年7月-1969年7月，阿共中央第一书记。其间，1962年2月-1964年10月，苏共中央高加索局成员。
- 1969年7月-1972年，阿塞拜疆苏维埃社会主义共和国科学院副院长。
- 1972年起任阿塞拜疆苏维埃社会主义共和国科学院病毒学，微生物学和卫生学研究所所长。
- 1986年8月22日于巴库逝世，享年70岁。葬于巴库荣誉谷。

阿洪多夫是苏共21-23大代表，第22-23届中央委员；第6-7届苏联最高苏维埃联盟院代表。

## 荣誉
- 列宁勋章
- 两次二级卫国战争勋章
- 红星勋章
- 战功奖章